# 卢多维克·勒皮克和他的女儿
《盧多維克·勒皮克和他的女兒》是埃德加·德加於1870年的油畫作品，原來收藏於瑞士蘇黎世的布爾勒收藏展覽館。該畫於2008年2月10日遭竊，同時遭竊的有保羅·塞尚的《穿紅夾克的男孩》（Der Knabe mit der roten Weste，1888年）、克洛德·莫內的《維特尼附近的罌粟花》（Mohnfeld bei Vétheuil，1879年）與文森特·梵谷的《茂盛的栗樹花》（Blühende Kastanienzweige，1890年）。埃德加·德加於他的另一個畫作《協和廣場》（Place de la Concorde）中，也以盧多維克·勒皮克（Viscount Lepic）為主角。該畫總值約9100萬美金
2012年4月12日，該畫在塞爾維亞追回。

## 外部連結
- 《盧多維克·勒皮克和他的女兒》於布爾勒收藏展覽館 （页面存档备份，存于）